# パロット砲

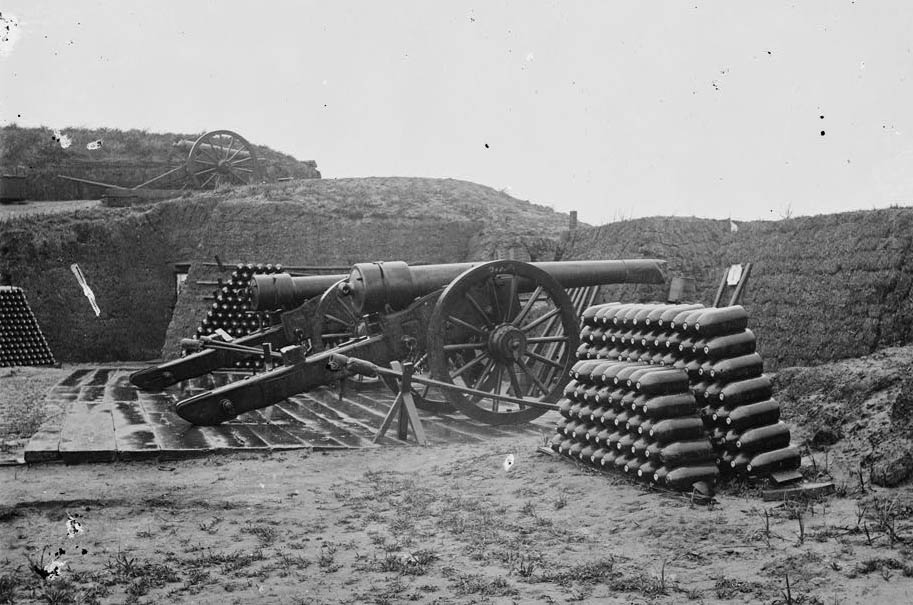
モリス島に配備される30ポンド・パロット砲と砲弾

パロット砲（パロットほう、Parrott rifle）とは、南北戦争において広く使用された前装式のライフル砲である。

## 概要

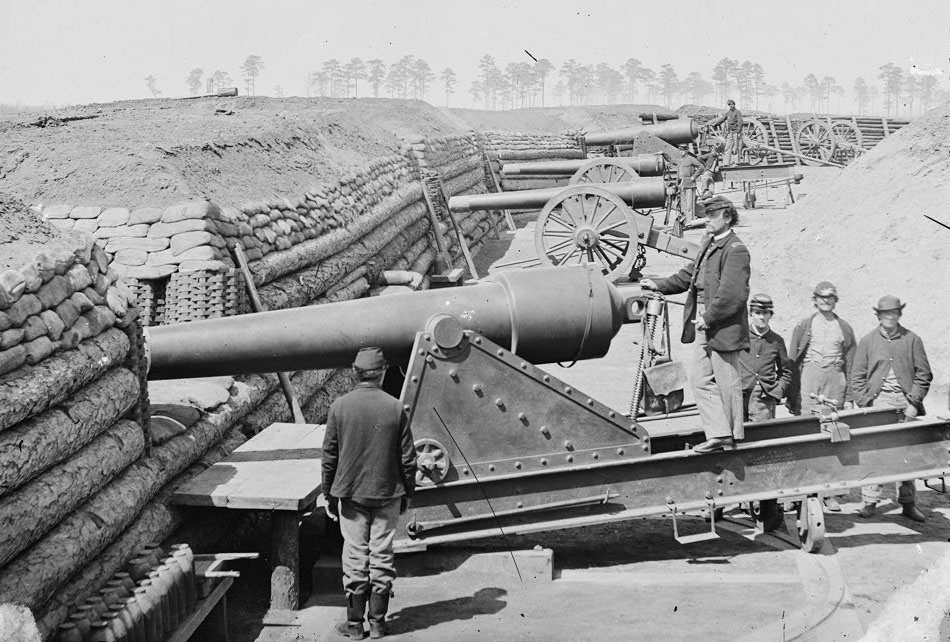
100ポンド砲

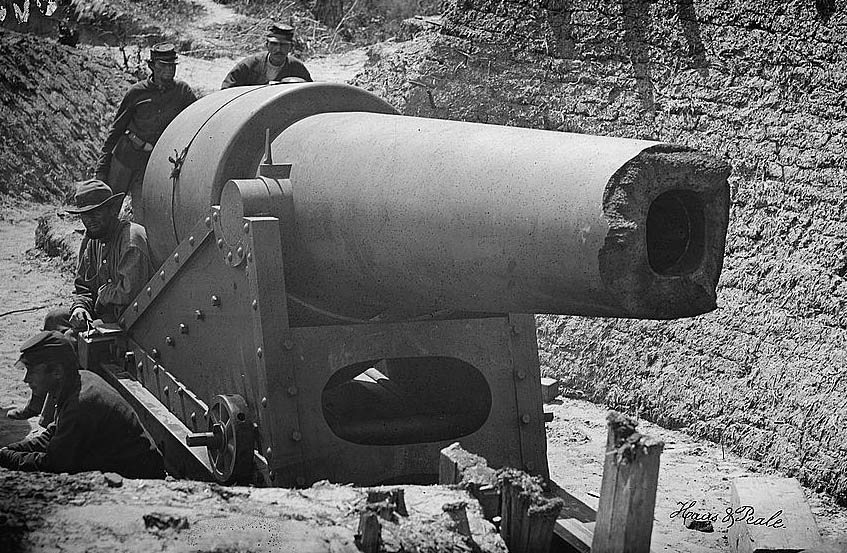
300ポンド砲、砲身が破裂している

パロット砲はアメリカ合衆国陸軍士官学校の卒業生であるロバート・パーカー・パロットによって開発された。彼は1836年に退役した後ニューヨーク州コールドスプリングのウエストポイント鋳造工場で監督官に就任し、1860年には最初のパロット砲と弾薬を製作、翌1861年には特許を取得した。 
パロット砲は鋳鉄と錬鉄を組み合わせて製造された。鋳鉄は精度のよい砲身を作るのに適するが、脆いため亀裂が入りやすい。この弱点を補うため、錬鉄製の巨大な帯状金具で砲尾を補強した。こういった組み合わせを採用した大砲はこれ以前にも存在したが、パロットは強化金具の溶接に革新的技法を用いたため、これ以前のものが持っていた欠陥を克服することができた。この技法では砲身が赤熱している間に強化金具を装着し、その後砲身を回転させながら砲口まで冷却水を注ぐことにより、一定して正確に金具を装着することを可能とした。南北戦争終結までには、両軍がこのタイプの砲を広く使用するようになった。
パロット砲は10ポンド砲から珍しい300ポンド砲までの多様な大きさのものが製造された。戦場においては10ポンドと20ポンドの砲が南北両軍で使用された。特に20ポンド・パロット砲は戦争を通じて使われた最大の野砲であり、砲身単体の重量でも1800ポンド（約800kg）以上もあった。より好んで用いられたものは口径2.9インチ（74mm）もしくは3.0インチ（76mm）で、20ポンド砲より小型であった。南軍はこの両方の口径の砲を使用した結果それぞれに適切な砲弾を供給する必要が生じ、弾薬供給を複雑化させてしまった。一方で北軍は1864年までに2.9インチに口径を統一した。3インチ口径のM1863は射撃特性は古い型と似ているが、直線的な砲身と砲口の広がりがない点で識別できる。十分な練度の砲兵によれば、最大射程は2000ヤード（1800m）であった。 
また、北軍側の合衆国海軍にて海軍仕様の20、30、60、100ポンド砲がそれぞれ使用された。海軍型の100ポンド・パロット砲は仰角25度において6900ヤード（6300m）の射程を記録している。またこの砲は80ポンド弾を仰角30度で7810ヤード（7140m）先まで飛ばすことができた。
パロット砲は射撃精度が高く、他の多くのライフル砲に比べ製造が容易で価格も安かったが、一方で安全性に対する評価が低く、多くの砲兵から避けられた。 例えば1862年の末にはヘンリー・J・ハントがポトマック軍の装備からパロット砲を排除し、3インチ・オードナンス・ライフル砲に置き換えようと試みている。戦闘中にパロット砲が破裂した場合、砲手は鋭利な破片を取り除いて射撃を再開したという。1889年には、ウエストポイント演習場での連続事故を受けてニューヨーク・タイムズが合衆国陸軍省にパロット砲の使用を完全に中止するよう訴えかけている。
今日でも数百のパロット砲の砲身が残存しており、戦争記念公園や郡庁舎、博物館などに展示されている。これらにはウエストポイント鋳造工場（West Point Foundry）のイニシャル「WPF」に加えてロバート・P・パロット（Robert P. Parrott）のイニシャル「RPP」が刻印されており、容易に識別できる。最初に製造されたシリアルナンバー1番のパロット砲砲身も、ペンシルベニア州ハノヴァーのセントラル・スクウェアに、ハノヴァーの戦いの追悼展示品として新しい砲架と共に保存されている。現存する砲身の一覧はthe National Register of Surviving Civil War Artilleryにて参照できる。

## 300ポンド砲
1863年夏、サムター要塞の強固に要塞化された南軍陣地を前に苦戦していたウィリアム・シャーマン少将は、口径10インチ（250mm）のパロット砲をいくつかの小型砲と共に投入した。全体では、80ポンド・ホイットワース砲2門、100ポンド・パロット砲9門、200ポンド・パロット砲6門、そして300ポンド・パロット砲1門が配備された。北軍側では、貫通不能といわれ、南軍不動の忠誠者の象徴となったフォート・サムターの塁壁も、巨大な口径10インチのパロット砲をもってすれば粉砕可能であると広く信じられていた。
The Washington Republicanは10インチ・パロット砲の技術的功績を次のように伝えている:

## スワンプ・エンジェル（Swamp Angel）
最も有名なパロット砲の一つとして、クインシー・アダムス・ギルモア准将がサウス・カロライナ州チャールストンを砲撃するのに用いた8インチ（200mm）砲、通称スワンプ・エンジェル（Swamp Angel、沼地の天使）が挙げられる。この砲はthe 11th Maine Volunteer Infantry Regimentによって運用されていた。 
1863年8月21日、ギルモア准将は南軍のP・G・T・ボーリガード将軍に対し、モリス島とサムター要塞の重要塞化陣地を放棄するか、さもなくばチャールストンの街を砲撃するという最後通牒をつきつけた。翌日になっても南軍が陣地から撤退しなかったため、准将は街への一斉射撃を命令した。8月22日から23日にかけて、スワンプ・エンジェルは街へ向け焼夷弾を中心に32回の砲撃を行い、街では大火災が発生した。この戦闘はハーマン・メルヴィルの同名の詩"The Swamp Angel"によって一層有名になった。
終戦後、スワンプ・エンジェルはニュージャージー州トレントンに移送され、Cadwallader Parkに記念品として展示されている。

## サイズ別パロット砲一覧
| Model                                      | Length | Weight                | Munition                              | Charge size       | Maximum range at elevation               | Flight time | Crew size |
| ------------------------------------------ | ------ | --------------------- | ------------------------------------- | ----------------- | ---------------------------------------- | ----------- | --------- |
| 2.9-in (10-lb) Army Parrott                | 73 in  | 1,799 lb (816 kg)     | 10 lb (4.5 kg) shell                  | 1 lb (0.45 kg)    | 5,000 yd (4,600 m) at 20 degrees         | 21 secs     | 6         |
| 3.0-in (10-lb) Army Parrott                | 74 in  | 1,726 lb (783 kg)     | 10 lb (4.5 kg) shell                  | 1 lb (0.45 kg)    | 1,830 yd (1,670 m) at 5 degrees          | 7 secs      | 6         |
| 3.67-in (20-lb) Army Parrott               | 79 in  | 1,795 lb (814 kg)     | 19 lb (8.6 kg) shell                  | 2 lb (0.91 kg)    | 4,400 yd (4,000 m) at 15 degrees         | 17 secs     | 7         |
| 3.67-in (20-lb) Naval Parrott              | 81 in  | 1,795 lb (814 kg)     | 19 lb (8.6 kg) shell                  | 2 lb (0.91 kg)    | 4,400 yd (4,000 m) at 15 degrees         | 17 secs     | 7         |
| 4.2-in (30-lb) Army Parrott                | 126 in | 4,200 lb (1,900 kg)   | 29 lb (13 kg) shell                   | 3.25 lb (1.47 kg) | 6,700 yd (6,100 m) at 25 degrees         | 27 secs     | 9         |
| 4.2-in (30-lb) Naval Parrott               | 102 in | 3,550 lb (1,610 kg)   | 29 lb (13 kg) shell                   | 3.25 lb (1.47 kg) | 6,700 yd (6,100 m) at 25 degrees         | 27 secs     | 9         |
| 5.3-in (60-lb) Naval Parrott               | 111 in | 5,430 lb (2,460 kg)   | 50 lb (23 kg) or 60 lb (27 kg) shell  | 6 lb (2.7 kg)     | 7,400 yd (6,800 m) at 30 degrees         | 30 secs     | 14        |
| 5.3-in (60-lb) Naval Parrott (breechload)  | 111 in | 5,242 lb (2,378 kg)   | 50-lb or 60 lb (27 kg) shell          | 6 lb (2.7 kg)     | 7,400 yd (6,800 m) at 30 degrees         | 30 secs     | 14        |
| 6.4-in (100-lb) Naval Parrott              | 138 in | 9,727 lb (4,412 kg)   | 80 lb (36 kg) or 100 lb (45 kg) shell | 10 lb (4.5 kg)    | 7,810 yd (7,140 m) at 30 degrees (80-lb) | 32 secs     | 17        |
| 6.4-in (100-lb) Naval Parrott (breechload) | 138 in | 10,266 lb (4,657 kg)  | 80 lb (36 kg) or 100 lb (45 kg) shell | 10 lb (4.5 kg)    | 7,810 yd (7,140 m) at 30 degrees (80-lb) | 32 secs     | 17        |
| 8-in (150-lb) Naval Parrott                | 146 in | 16,500 lb (7,500 kg)  | 150 lb (68 kg) shell                  | 16 lb (7.3 kg)    | 8,000 yd (7,300 m) at 35 degrees         | ?           | ?         |
| 8-in (200-lb) Army Parrott                 | 146 in | 16,500 lb (7,500 kg)  | 200 lb (91 kg) shell                  | 16 lb (7.3 kg)    | 8,000 yd (7,300 m) at 35 degrees         | ?           | ?         |
| 10-in (300-lb) Army Parrott                | 156 in | 26,900 lb (12,200 kg) | 300 lb (140 kg) shell                 | 26 lb (12 kg)     | 9,000 yd (8,200 m) at 30 degrees         | ?           | ?         |